# グリアジン
グリアジン（gliadin）は、コムギ属植物のコムギおよびその他の穀物中に存在する糖タンパク質の一つである。グリアジンはプロラミンであり、電気泳動移動度および等電点電気泳動に基づいて分離される。

## 種類
- α-/β-グリアジン – 低濃度アルコールに可溶
- γ-グリアジン – ペプチド鎖間のジスルフィド結合を有するシステイン含有量の高い祖先型のグリアジン
- ω-グリアジン – 30-50&の酸性アセトニトリルに可溶

## 代謝
グルテニンと共に、グリアジンはグルテンを形成する役割で知られている。エタノールにわずかに可溶であり、分子内ジスルフィド結合のみを有する。これらのタンパク質は、パンがきちんと膨らんだり焼く時に形を保つために必須である。また、食品由来の疾患のよい例のいくつかの原因にもなる。小麦依存性運動誘発性アナフィラキシー、小麦依存性じんましん、製パン業者にみられる喘息はω-グリアジンに感受性である。

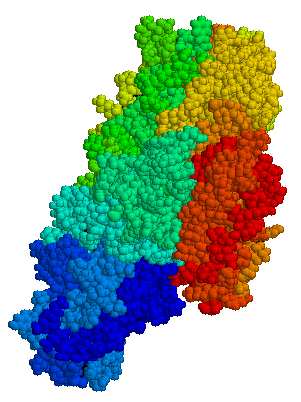
組織トランスグルタミナーゼ

グリアジンは壊れやすい酵素を胃酸による分解から保護する有用な移送手段としても働く（スーパーオキシドディスムターゼはグリアジンと融合しグリソジンを形成する）。
その他グリアジンに関する解説は以下の記事も参照のこと
- コムギ連グルテン（英語版）
- グルテンの免疫化学（英語版）

### 脱アミド化グリアジン
脱アミド化グリアジンは、グルテンを酸あるいは酵素処理することで作られる。酵素組織トランスグルタミナーゼ（tTG）は豊富なグルタミンの一部をグルタミン酸へと変換する。これはグリアジンがアルコールに可溶であるため可能であり、食品の質を変化させずに（ミルクのように）その他の食品と混ぜることはできない。脱アミド化グリアジンは水に可溶である。脱アミド化α-/β-グリアジンに対する細胞性免疫は、α/β-gliadinよりもはるかに高く、粘膜上皮を越えてtTGにより脱アミド化されたグリアジンは症候性グルテン感受性腸症の原因となりうる。